# Clivinema villosum
Clivinema villosum är en insektsart som beskrevs av Reuter 1876. Clivinema villosum ingår i släktet Clivinema och familjen ängsskinnbaggar. Inga underarter finns listade i Catalogue of Life.